# 夕立受山

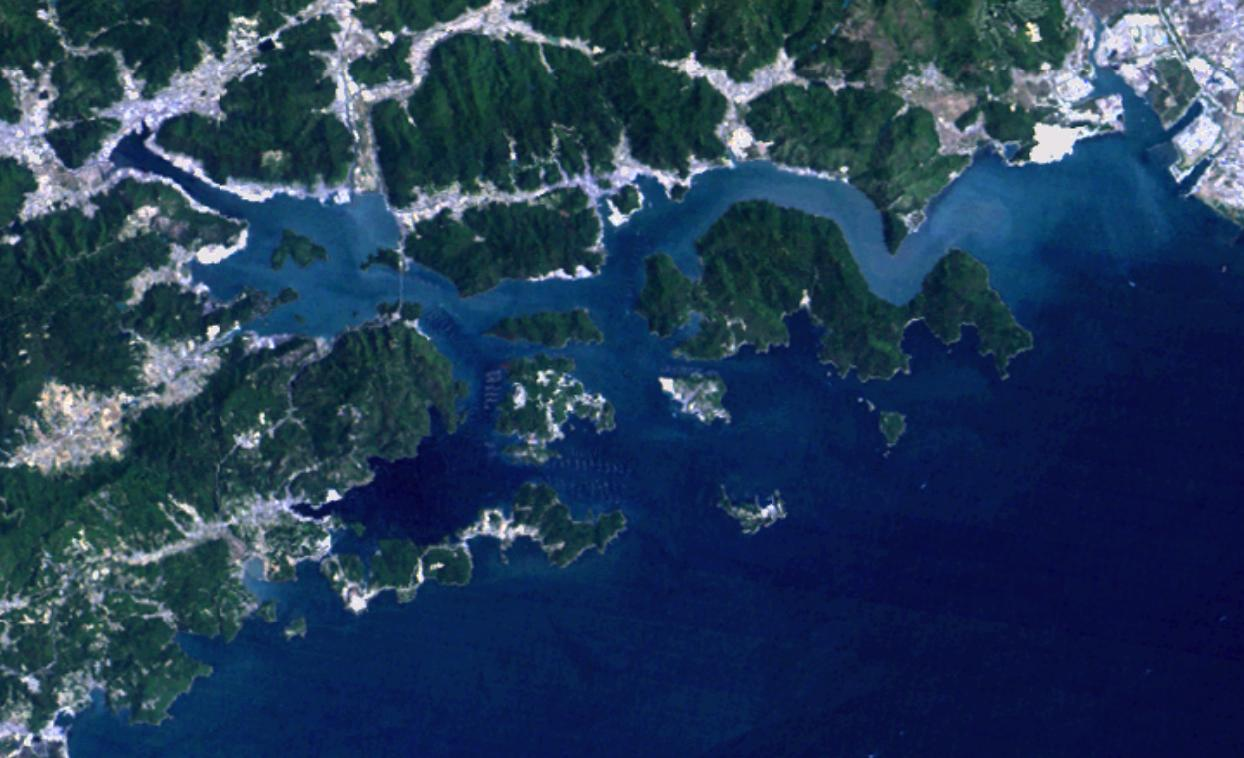
夕立受山の周囲に広がる片上湾および日生諸島

夕立受山（ゆうだちうけやま）は、岡山県備前市にある山である。瀬戸内海国立公園に属し、眼下に広がる片上湾や日生諸島の眺望が良い。

## 概要
岡山県備前市・片上湾の入口に位置し、同じく瀬戸内海国立公園に指定されている日生諸島と程近い景勝地である。湾内外を行き交う漁船、点在する瀬戸内の島々、岡山ブルーラインの片上大橋、養殖の牡蠣いかだ等が見渡せる。曽島・鴻島・鹿久居島といった日生諸島のほか、天気が良ければ香川県の小豆島や四国もうっすら見える。
頂上にはツツジ・サツキ・桜などが植えられており、季節になると彩りを添える。
また、文学者の正宗白鳥が著した『入江のほとり』は、生家があるこの片上湾周辺がモデルになっている。

## 歴史
その昔、長い日照りで農作物の被害に苦しんだ農民たちが、乾田降雨の祈りを込めて山頂で雨乞いの「千貫焚」を行ったところ、にわかに大夕立が起こったと言い伝えられている。そのため、このような珍しい名前が付いた。

## 交通アクセス
- 備前バス　「木生(きぶ)」下車　徒歩40分
- 岡山ブルーライン　備前インターより3分

以前は麓の休憩所から1時間弱の曲がりくねった徒歩道だったが、自動車で登れる範囲が拡大整備され、徒歩のみの小径は山頂までの僅かな区間となった。